# Convento di Santa Maria del Crocifisso
Il Convento di Santa Maria del Crocifisso era un convento sito a Vigevano.

## Descrizione e storia
Chiesa e convento furono costruiti nel 1603 nell'attuale via dei Cappuccini per sostituire la piccola chiesa antecedente. Nel convento si stanziarono alcuni frati cappuccini provenienti dalla vicina Chiesa della Madonna della Santa Casa di Loreto, che nel 1612 sistemarono giardino e clausura. La chiesa fu consacrata nel 1617 da monsignor Pietro Giorgio Odescalchi. Presentava un dipinto di Santa Maria Addolorata e del Santo Crocifisso sopra all'altare. Vi erano quattro cappelle: la prima dedicata alla Beata Vergine di Loreto; la seconda ai sette Santissimi Cappuccini martiri del Marocco; la terza a San Francesco; la quarta a San Carlo Borromeo.
Nel 1705 i cappuccini furono spostati a Novara; chiesa e convento furono dunque venduti a sole 4000 lire. Nel 1805 il complesso fu in larga parte abbattuto, lasciando solo il coro.